# Ванюша і космічний пірат
«Ванюша і космічний пірат» — радянський короткометражний мультфільм про дружелюбного прибульця, що прилетів на планету Земля, випущений кіностудією «Союзмультфільм» у 1991.
Мультфільм є третім з тетралогії про прибульця Ванюшу: «Прибулець в капусті», «Прибулець Ванюша» ,«Ванюша і космічний пірат» і «Ванюша і велетень».

## Сюжет
На Землю прибуває інопланетний гість королівської крові — принц з планети Близнюків. Йому потрібна допомогу Ванюші в битві з космічним піратом, який викрав його принцесу. Але Вані не виявилося вдома, він пішов у ліс разом з бабкою, Козою і Кометою, і з принцом на його планету відправився Дід. Пізніше додому повернулося все сімейство і виявивши пропажу Діда вирушило до нього на підмогу. Прилетівши на іншу планету вони здолали космічного пірата, яким виявилася маленька рибка, врятували діда і принцесу, і щасливо повернулися до себе додому.

## Творці
- Сценарист — Роман Качанов-молодший (псевдонім Р. Губін)
- Композитор — М. Соколов
- Режисер — Володимир Данилевич
- Художник-постановник — Катерина Михайлова
- Оператор — Олександр Жуковський
- Аніматори: Наталія Дабіжа, В'ячеслав Шилобреєв, Сергій Косицин, Алла Соловйова
- Ляльки і декорації виготовили: Михайло Колтунов, Анна Ветюкова, Олег Масаїнов, А. Уткін, Володимир Аббакумов, Надія Лярська, Павло Гусєв, Ніна Молєва, Наталя Грінберг, Володимир Алісов, Наталія Соколова, Ліліанна Лютинська, Володимир Конобеєв, Наталія Барковська
- Ролі озвучували: Алефтіна Євдокимова, Світлана Харлап, Борис Новиков, Степан Бубнов, Олександра Турган, Наталія Державіна
- Звукооператор — Борис Фільчиков
- Монтажер — Галина Філатова
- Редактор — Наталя Абрамова
- Директор знімальної групи — Григорій Хмара